# Katja Böhler

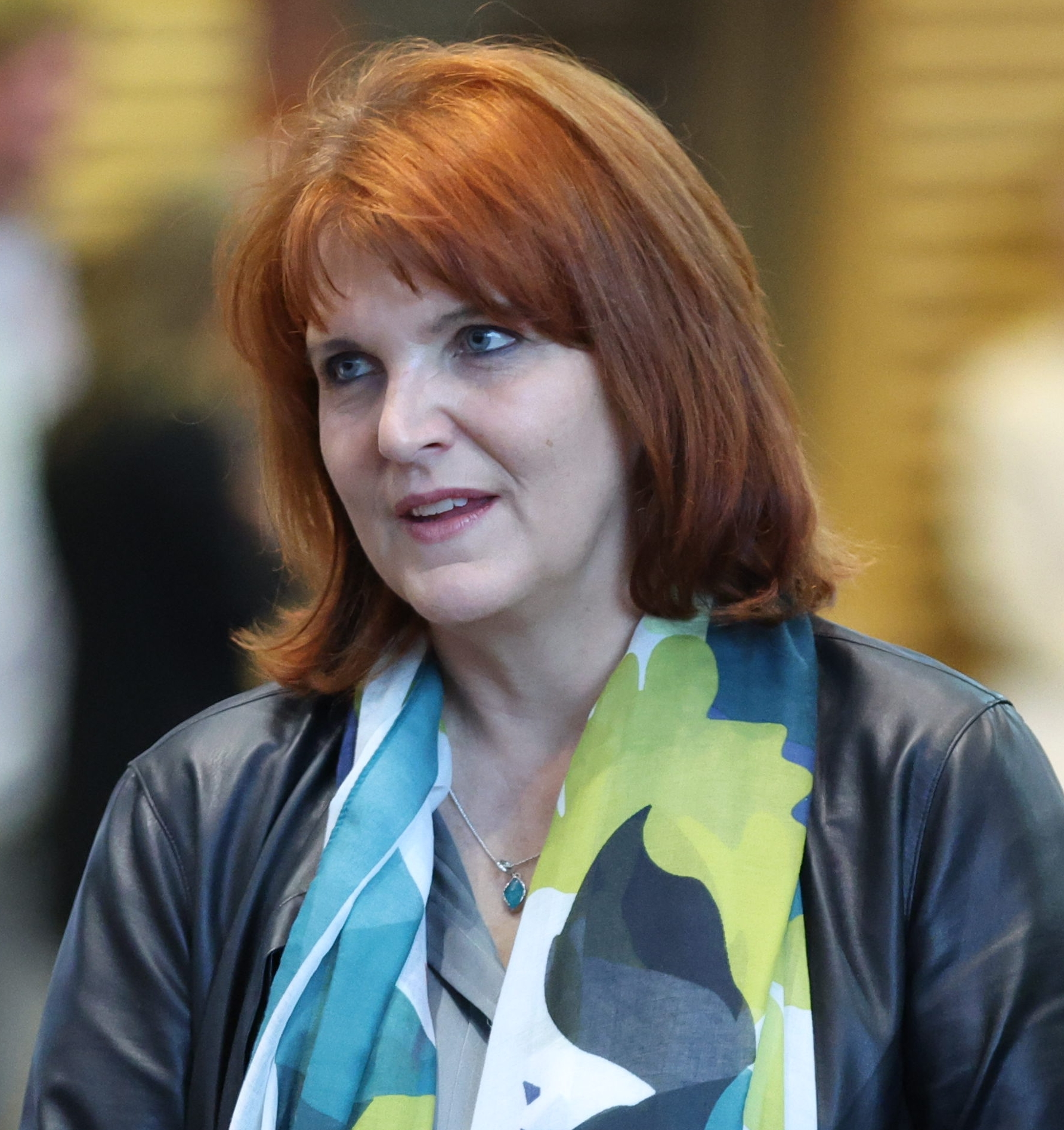
Katja Böhler (2024)

Katja Böhler (* 8. August 1971 in Eisenach, Deutsche Demokratische Republik) ist eine deutsche Verwaltungsjuristin und politische Beamtin (SPD). Von 2021 bis 2024 war sie Staatssekretärin für Forschung, Innovation und Wirtschaftsförderung im Thüringer Ministerium für Wirtschaft, Wissenschaft und digitale Gesellschaft.

## Leben
Böhler besuchte in Treffurt und Ruhla die Schule, sie studierte von 1990 bis 1995 Rechtswissenschaften an der Humboldt-Universität zu Berlin; dieses Studium schloss sie mit dem ersten juristischen Staatsexamen ab. Von 1995 bis 1996 war sie juristische Mitarbeiterin der Treuhand Liegenschaftsgesellschaft, es folgte von 1996 bis 1997 ein Studium in Public Law an der Universität Kapstadt, welches sie mit dem Master of Laws abschloss. Von 1997 bis 1999 absolvierte Böhler in Berlin und Harare ihr Rechtsreferendariat und legte das das zweite juristische Staatsexamen ab. In den folgenden Jahren war sie als Juristin für einen Verlag Adressbücher und Telefonbücher tätig und arbeitete als Sprachassistentin an einer französischen Schule.
Von 2001 bis 2012 war Böhler freie Mitarbeiterin bei der Bundeszentrale für politische Bildung, von 2003 bis 2005 zudem wissenschaftliche Mitarbeiterin am Lehrstuhl für Verwaltungsrecht, Verwaltungsprozessrecht und Umweltrecht der Universität Potsdam. An der Humboldt-Union zu Berlin promovierte sie 2005 mit einer Dissertation zum Thema „Die Landfrage in Simbabwe – eine juristisch zeitgeschichtliche Untersuchung“ zur Dr. iur. 2005 bis 2006 fungierte sie als persönliche Referentin des Rektors Wolfgang Loschelder der Universität Potsdam, ehe sie mit seinem Ausscheiden aus dem Amt (2006) in das Ministerium für Wissenschaft, Forschung und Kultur des Landes Brandenburg wechselte. Im Ministerium fungierte sie bis 2015 als stellvertretende Leitung des Referats für Hochschulrecht, Justiziariat, Studienstrukturreform und private Hochschulen, 2013 bis 2014 übernahm sie auch die kommissarische Leitung des Referats. 2007 bis 2015 leitete sie nebenamtlich den Stipendiatenaustauschs Go Africa … Go Germany … und das Programm der entwicklungspolitischen Bildung Comenga. Seit 2013 ist Böhler Mitglied der Sozialdemokratischen Partei Deutschlands. 2015 übernahm sie im brandenburgischen Ministerium für Wissenschaft, Forschung und Kultur die Leitung der Stabsstelle Gesundheitscampus Brandenburg, 2017 wurde sie Leiterin des Referats für Grundsatzfragen des Hochschulwesens, Hochschulplanung, Hochschulforschung, DFG ebendort.
Im Dezember 2021 wurde sie auf Vorschlag von Minister Wolfgang Tiefensee zur Staatssekretärin für Forschung, Innovation und Wirtschaftsförderung im Thüringer Ministerium für Wirtschaft, Wissenschaft und digitale Gesellschaft berufen. Sie folgte damit auf Valentina Kerst, die bis Ende September 2021 dort die Bereiche Wirtschaft und Digitale Gesellschaft verantwortet hatte. Nach Kersts Abgang wurden die Zuständigkeiten im Ministerium verändert, Amtschef Carsten Feller übernahm auch den Bereich Wirtschaft. Mit dem Amtsantritt des Kabinetts Voigt schied Böhler am 13. Dezember 2024 aus dem Amt der Staatssekretärin aus.

## Privates
Böhler ist verpartnert und Mutter eines Kindes.

## Mitgliedschaften (Auswahl)
- 1997: Gründungsmitglied des Vereins Lawyers for Development and Association, 2000–2005 erste Vorsitzende des Vereins
- 2007: Gründungsmitglied und Justiziarin des Vereins Friends of Modern Africa
- seit 2009: Vorsitzende der Stiftung für Engagement und Bildung
- seit 2024: Sprecherin der Seeheimer Thüringen, der realpolitisch-pragmatischen Gruppierung der SPD Thüringen

## Schriften (Auswahl)
- mit Jürgen Hoeren: Afrika: Mythos und Zukunft. Herder, Freiburg im Breisgau/Basel/Wien 2003, ISBN 978-3-451-05421-1.
- Die Landfrage in Simbabwe – eine juristisch zeitgeschichtliche Untersuchung (zugleich Dissertation). Köppe, Köln 2006, ISBN 978-3-89645-621-2.